# Bürgermühle (Backnang)

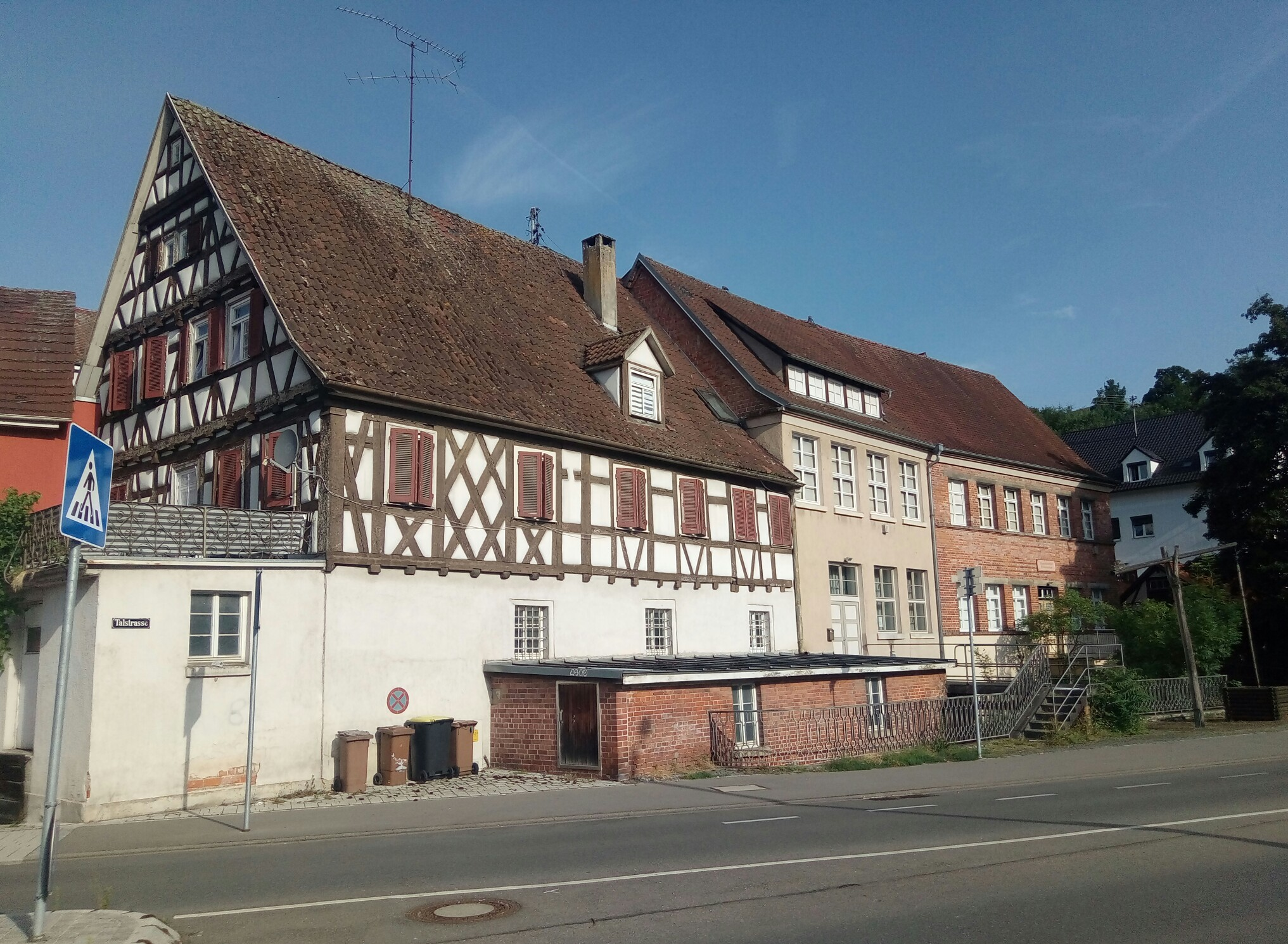
Die Bürgermühle

Die Bürgermühle (auch Burgermühle oder Layhersche Mühle) ist eine stillgelegte historische Wassermühle in der Großen Kreisstadt Backnang im baden-württembergischen Rems-Murr-Kreis. Die Mühle wurde im Hochmittelalter erstmals erwähnt und hatte im Laufe ihrer Geschichte ganz unterschiedliche Funktionen: Sie diente als Fleischmühle, Futterschneide, Getreide- und Obstmühle. Seit der Stilllegung ist in dem Gebäude das Ungarndeutsche Heimatmuseum untergebracht. Weiterhin produziert die Mühle noch erneuerbare Energie aus Wasserkraft mithilfe einer Turbine.

## Lage
Die Mühle (Talstraße 1) liegt am Ende eines etwa 500 Meter langen, rechts von der Murr abzweigenden Mühlkanals in der Aspacher Vorstadt.

## Geschichte
Die Mühle hatte im Laufe ihrer Geschichte verschiedene Namen. Ursprünglich war die Mühle wohl Zubehör der abgegangenen Burgsiedlung Hagenbach (entsprach etwa der heutigen Aspacher Vorstadt) und trug daher zunächst den Namen Burgmühle. Erstmals wurde die Anlage 1245 erwähnt. 1454 wurde Hagenbach vom Stift Backnang erworben, doch schon 1482 veräußerten die Augustiner-Chorherren die Mühle an die Stadt weiter. Seit dieser Zeit ist der Name Bürgermühle bekannt. 1799 veräußerte die Stadt die Mühle an Privatleute. Um 1832 war die Anlage in Besitz des Elias Hübner. Die Mühle hatte 4 Wasserräder. 1895 ging die Mühle in Besitz der Familie Layher über und wird seitdem auch Layhersche Mühle genannt. Um 1908 hatte die Mühle eine Leistung von 36 PS und diente auch als Schlachthof. Eine mit Wasserkraft betriebene, Fleischhacke genannte Einrichtung diente der Zerkleinerung von Fleisch, obwohl es in Backnang zu jener Zeit bereits vergleichsweise modern eingerichtete Schlachthöfe gab. 1929 wurde in die Mühle die erste Francis-Turbine eingebaut. Den Zweiten Weltkrieg überstand der Betrieb unversehrt. 1952 wurde die Mühle umgebaut und blieb bis 1978 im Besitz der Familie Layher und wurde im selben Jahr von der Stadt erworben. Große Teile des Gebäudes werden seitdem als Heimatmuseum der Ungarndeutschen genutzt. 1995 wurde eine neue Voith-Turbine in die Anlage eingebaut, die eine Leistung von etwa 30 kW hat.